# Temporada 1975-76 de los Washington Bullets
La temporada 1975-76  fue la tercera de los Bullets dentro del área de Washington D. C. y la decimoquinta en sus diferentes localizaciones. La temporada regular acabó con 48 victorias y 34 derrotas, ocupando el tercer puesto de la Conferencia Este, alcanzando los playoffs, en los que cayeron ante Cleveland Cavaliers en semifinales de conferencia.

## Elecciones en elDraft
| Ronda | Puesto | Jugador      | Posición | Nacionalidad   | Universidad       |
| ----- | ------ | ------------ | -------- | -------------- | ----------------- |
| 1     | 18     | Kevin Grevey | Escolta  | Estados Unidos | Kentucky          |
| 3     | 48     | Tom Kropp    | Base     | Estados Unidos | Nebraska-Kearney* |

## Temporada regular
| División Central      | División Central | División Central | División Central | División Central | División Central | División Central | División Central | División Central |
| Equipo                | G                | P                | %                | PD               | Casa             | Fuera            | Div              |                  |
| --------------------- | ---------------- | ---------------- | ---------------- | ---------------- | ---------------- | ---------------- | ---------------- | ---------------- |
| y-Cleveland Cavaliers | 49               | 33               | .598             | –                | 29–12            | 20–21            | 15–11            |                  |
| x-Washington Bullets  | 48               | 34               | .585             | 1                | 31–10            | 17–24            | 14–12            |                  |
| Houston Rockets       | 40               | 42               | .488             | 9                | 27–13            | 13–29            | 14–12            |                  |
| New Orleans Jazz      | 38               | 44               | .463             | 11               | 22–19            | 16–25            | 15–11            |                  |
| Atlanta Hawks         | 29               | 53               | .354             | 20               | 20–21            | 9–32             | 7–19             |                  |

## Playoffs

### Semifinales de Conferencia
Cleveland Cavaliers vs. Washington Bullets 
| Fecha       | Partido                                        | Ciudad    |
| ----------- | ---------------------------------------------- | --------- |
| 13 de abril | Cleveland Cavaliers 95, Washington Bullets 100 | Cleveland |
| 15 de abril | Washington Bullets 79, Cleveland Cavaliers 80  | Landover  |
| 17 de abril | Cleveland Cavaliers 88, Washington Bullets 76  | Cleveland |
| 21 de abril | Washington Bullets 109, Cleveland Cavaliers 98 | Landover  |
| 22 de abril | Cleveland Cavaliers 92, Washington Bullets 91  | Cleveland |
| 26 de abril | Washington Bullets 102, Cleveland Cavaliers 98 | Landover  |
| 29 de abril | Cleveland Cavaliers 87, Washington Bullets 85  | Cleveland |
|             | Cleveland Cavaliers gana las series 4-3        |           |

## Estadísticas
| Rk | Jugador           | Edad | P  | PT | MP   | TC  | TCI  | %TC  | TL  | TLI | %TL  | RO  | RD  | RT   | AS  | RB  | TAP | BP | FP  | PTS  |
| -- | ----------------- | ---- | -- | -- | ---- | --- | ---- | ---- | --- | --- | ---- | --- | --- | ---- | --- | --- | --- | -- | --- | ---- |
| 1  | Wes Unseld        | 29   | 78 |    | 37.5 | 4.1 | 7.3  | .561 | 1.5 | 2.5 | .585 | 3.5 | 9.8 | 13.3 | 5.2 | 1.1 | 0.8 |    | 2.6 | 9.6  |
| 2  | Elvin Hayes       | 30   | 80 |    | 37.2 | 8.1 | 17.3 | .470 | 3.6 | 5.7 | .628 | 2.6 | 8.4 | 11.0 | 1.5 | 1.3 | 2.5 |    | 3.7 | 19.8 |
| 3  | Phil Chenier      | 25   | 80 |    | 36.9 | 8.2 | 16.9 | .483 | 3.5 | 4.3 | .827 | 1.1 | 3.0 | 4.0  | 3.2 | 2.0 | 0.6 |    | 2.3 | 19.9 |
| 4  | Dave Bing         | 32   | 82 |    | 35.9 | 6.1 | 13.6 | .447 | 4.0 | 5.1 | .787 | 1.1 | 1.7 | 2.9  | 6.0 | 1.4 | 0.3 |    | 3.2 | 16.2 |
| 5  | Truck Robinson    | 24   | 82 |    | 25.1 | 4.3 | 9.5  | .454 | 2.6 | 3.8 | .672 | 1.7 | 5.1 | 6.8  | 1.4 | 0.5 | 1.3 |    | 2.9 | 11.2 |
| 6  | Mike Riordan      | 30   | 78 |    | 24.9 | 3.7 | 8.5  | .440 | 0.9 | 1.2 | .740 | 0.6 | 1.8 | 2.4  | 1.6 | 0.7 | 0.2 |    | 2.6 | 8.4  |
| 7  | Jimmy Jones       | 31   | 64 |    | 17.7 | 2.4 | 4.8  | .497 | 1.1 | 1.5 | .766 | 0.5 | 1.5 | 2.0  | 1.9 | 0.5 | 0.1 |    | 2.0 | 5.9  |
| 8  | Nick Weatherspoon | 25   | 64 |    | 16.9 | 3.4 | 7.2  | .476 | 1.5 | 2.1 | .701 | 1.3 | 3.0 | 4.3  | 0.9 | 0.7 | 0.3 |    | 2.7 | 8.3  |
| 9  | Clem Haskins      | 32   | 55 |    | 13.4 | 2.7 | 4.9  | .550 | 1.0 | 1.2 | .831 | 0.2 | 0.8 | 1.0  | 1.3 | 0.4 | 0.1 |    | 1.4 | 6.4  |
| 10 | Kevin Grevey      | 22   | 56 |    | 9.0  | 1.4 | 3.8  | .371 | 0.9 | 1.0 | .897 | 0.4 | 0.6 | 1.1  | 0.5 | 0.2 | 0.1 |    | 1.2 | 3.8  |
| 11 | Tom Kozelko       | 24   | 67 |    | 8.7  | 0.7 | 1.5  | .485 | 0.3 | 0.4 | .633 | 0.3 | 0.9 | 1.2  | 0.5 | 0.3 | 0.1 |    | 1.1 | 1.7  |
| 12 | Tom Kropp         | 22   | 25 |    | 2.9  | 0.3 | 1.2  | .233 | 0.2 | 0.2 | .833 | 0.2 | 0.4 | 0.6  | 0.3 | 0.1 | 0.0 |    | 0.8 | 0.8  |

## Galardones y récords
| Jugador     | Galardón                              |
| Elvin Hayes | 2.º Mejor quinteto de la NBA All-Star |
| Dave Bing   | All-Star                              |